# Шипер, Адам
Адам Шипер (6 декабря 1939, Лодзь, Польская Республика — 30 сентября 2015, Принстон (Нью-Джерси), США) — польский и американский поэт и переводчик еврейского происхождения.

## Биография
С 1940 года вместе со своими родителями до 1944 года находился в Лодзинском гетто, позже, ещё в пяти немецких конценцлагерях, в том числе Освенциме.
После окончания Второй мировой войны вернулся в Лодзь.
В 1957 году эмигрировал в Израиль, в 1962 году переехал в США и поселился в Нью-Йорке . До конца жизни жил недалеко от Принстона, штат Нью-Джерси.

## Творчество
Писал на свои стихи на польском и английском языках. Занимался переводами на польский язык с иврита, русского и эсперанто. Его стихи были опубликованы в ряде сборников и литературных журналах.
Как поэт и переводчик, инициировал много мероприятий по распространению польской поэзии в Соединенных Штатах и американской поэзии в Польше. Его стихи с использованием публицистической фразеологии, выразительные по форме, вдумчивые, запоминающиеся после прочтения.

## Избранные произведения
- 1991: Z poddasza snów
- 1992: Nowy Jork — strach w raju
- 1992: Chcę tylko być
- 1993: Diabeł Żyd
- 1996: Wiersze wybrane
- 1998: Wygnanie
- 2001: Życie pod prąd